# Cleora nigronotaria
Cleora nigronotaria är en fjärilsart som beskrevs av Alfred Ernest Wileman 1911. Cleora nigronotaria ingår i släktet Cleora och familjen mätare. Inga underarter finns listade i Catalogue of Life.